# Hurd Peninsula
Hurd Peninsula är en udde i Antarktis. Den ligger på Livingston Island i Sydshetlandsöarna. Argentina, Chile och Storbritannien gör anspråk på området.
Terrängen inåt land är varierad. Havet är nära Hurd Peninsula åt sydväst.  Trakten är glest befolkad. Närmaste befolkade plats är St. Kliment Ohridski Base, 4,8 kilometer norr om Hurd Peninsula.